# Fed Cup 2018 Zona Americana
La Zona Americana (Americas Zone) è una delle 3 divisioni zonali nell'ambito della Fed Cup 2018. Essa è a sua volta suddivisa in due gruppi (Gruppo I, Gruppo II) formati rispettivamente da 9 e 15 squadre, inserite in tali gruppi in base ai risultati ottenuti l'anno precedente.

## Gruppo I
- Sede: Club Internacional de Tenis, Asunción, Paraguay (terra outdoor)
- Periodo: 7-10 febbraio
- Formula: due gironi (Pool) uno da 4 squadre e uno da 3, in cui ogni squadra affronta le altre incluse nel proprio Pool. Successivamente la prima in classifica del Pool A affronta la prima del Pool B per l'ammissione agli spareggi del Gruppo Mondiale II. Viene contemporaneamente disputato uno spareggio fra le due terze classificate di ciascun Pool per stabilire una retrocessione, la quarta classificata (Pool B) retrocede automaticamente nel Gruppo II.

|   | Pool A (Dettagli) | Paraguay (bandiera) | Colombia (bandiera) | Cile (bandiera) |
| 1 | Paraguay (2-0)    |                     | 3-0                 | 2-1             |
| 2 | Colombia (1-1)    | 0-3                 |                     | 3-0             |
| 3 | Cile (0-2)        | 1-2                 | 0-3                 |                 |

|   | Pool B (Dettagli) | Brasile (bandiera) | Argentina (bandiera) | Venezuela (bandiera) | Guatemala (bandiera) |
| 1 | Brasile (3-0)     |                    | 2-1                  | 2-1                  | 3-0                  |
| 2 | Argentina (2-1)   | 1-2                |                      | 3-0                  | 3-0                  |
| 3 | Venezuela (1-2)   | 1-2                | 0-3                  |                      | 3-0                  |
| 4 | Guatemala (0-3)   | 0-3                | 0-3                  | 0-3                  |                      |

### Spareggio promozione
| Paraguay 2 | Club Deportivo la Asunción, Asunción, Paraguay 10 febbraio 2018 Terra (outdoor) | Club Deportivo la Asunción, Asunción, Paraguay 10 febbraio 2018 Terra (outdoor) | Brasile 0 |     |      |             |
| \| \| \| \| 1 \| 2 \| 3 \| \| \| - \| \| ------------------------------------------------------------------------------ \| ---- \| --- \| ---- \| ----------- \| \| 1 \| \| Montserrat González Nathaly Kurata \| 6 1 \| 6 3 \| \| \| \| 2 \| \| Verónica Cepede Royg Beatriz Haddad Maia \| 62 7 \| 7 5 \| 7 69 \| \| \| 3 \| \| Verónica Cepede Royg / Montserrat González Beatriz Haddad Maia / Luisa Stefani \| \| \| \| non giocato \| |                                                                                 |                                                                                 |           |     |      |             |
| |                                                                                 |                                                                                 | 1         | 2   | 3    |             |
| 1 | Paraguay (bandiera) · Brasile (bandiera)                                        | Montserrat González Nathaly Kurata                                              | 6 1       | 6 3 |      |             |
| 2 | Paraguay (bandiera) · Brasile (bandiera)                                        | Verónica Cepede Royg Beatriz Haddad Maia                                        | 62 7      | 7 5 | 7 69 |             |
| 3 | Paraguay (bandiera) · Brasile (bandiera)                                        | Verónica Cepede Royg / Montserrat González Beatriz Haddad Maia / Luisa Stefani  |           |     |      | non giocato |

### Spareggio 3º-4º posto
| Colombia 0 | Club Internacional de Tenis, Asunción, Paraguay 10 febbraio 2018 Terra (outdoor) | Club Internacional de Tenis, Asunción, Paraguay 10 febbraio 2018 Terra (outdoor) | Argentina 2 |     |   |             |
| \| \| \| \| 1 \| 2 \| 3 \| \| \| - \| \| ----------------------------------------------------------------------------- \| --- \| --- \| - \| ----------- \| \| 1 \| \| Juliana Valero Paula Ormaechea \| 1 6 \| 4 6 \| \| \| \| 2 \| \| Martina Paulina Perez-Garcia Stephanie Mariel Petit \| 4 6 \| 4 6 \| \| \| \| 3 \| \| Martina Paulina Perez-Garcia / Juliana Valero María Irigoyen / Catalina Pella \| \| \| \| non giocato \| |                                                                                  |                                                                                  |             |     |   |             |
| |                                                                                  |                                                                                  | 1           | 2   | 3 |             |
| 1 | Colombia (bandiera) · Argentina (bandiera)                                       | Juliana Valero Paula Ormaechea                                                   | 1 6         | 4 6 |   |             |
| 2 | Colombia (bandiera) · Argentina (bandiera)                                       | Martina Paulina Perez-Garcia Stephanie Mariel Petit                              | 4 6         | 4 6 |   |             |
| 3 | Colombia (bandiera) · Argentina (bandiera)                                       | Martina Paulina Perez-Garcia / Juliana Valero María Irigoyen / Catalina Pella    |             |     |   | non giocato |

### Spareggio retrocessione
| Cile 2 | Club Internacional de Tenis, Asunción, Paraguay 10 febbraio 2018 Terra (outdoor) | Club Internacional de Tenis, Asunción, Paraguay 10 febbraio 2018 Terra (outdoor) | Venezuela 0 |     |   |             |
| \| \| \| \| 1 \| 2 \| 3 \| \| \| - \| \| ------------------------------------------------------------ \| ---- \| --- \| - \| ----------- \| \| 1 \| \| Alexa Guarachi Aymet Uzcategui \| 7 63 \| 6 2 \| \| \| \| 2 \| \| Fernanda Brito Andrea Gámiz \| 6 3 \| 6 3 \| \| \| \| 3 \| \| Fernanda Brito / Alexa Guarachi Andrea Gámiz / Adriana Perez \| \| \| \| non giocato \| |                                                                                  |                                                                                  |             |     |   |             |
| |                                                                                  |                                                                                  | 1           | 2   | 3 |             |
| 1 | Cile (bandiera) · Venezuela (bandiera)                                           | Alexa Guarachi Aymet Uzcategui                                                   | 7 63        | 6 2 |   |             |
| 2 | Cile (bandiera) · Venezuela (bandiera)                                           | Fernanda Brito Andrea Gámiz                                                      | 6 3         | 6 3 |   |             |
| 3 | Cile (bandiera) · Venezuela (bandiera)                                           | Fernanda Brito / Alexa Guarachi Andrea Gámiz / Adriana Perez                     |             |     |   | non giocato |

### Verdetti
- Paraguay agli spareggi per il Gruppo Mondiale II.
- Guatemala e  Venezuela retrocesse nel Gruppo II.

## Gruppo II
- Sede:
- Periodo:
- Formula: quattro gironi (Pool) uno da 3 e tre 4 squadre, in cui ogni squadra affronta le altre incluse nel proprio Pool. Successivamente le prime due di ciascun Pool disputano gli spareggi per la promozione al Gruppo I.

### Verdetti
- promosse al Gruppo I.